# Représentations diplomatiques à Gibraltar
Cette page répertorie les représentations diplomatiques accréditées à Gibraltar. Gibraltar est un territoire britannique d'outre-mer et n'a pas d'ambassades en son sein, mais des consulats généraux ou honoraires.

## Government House

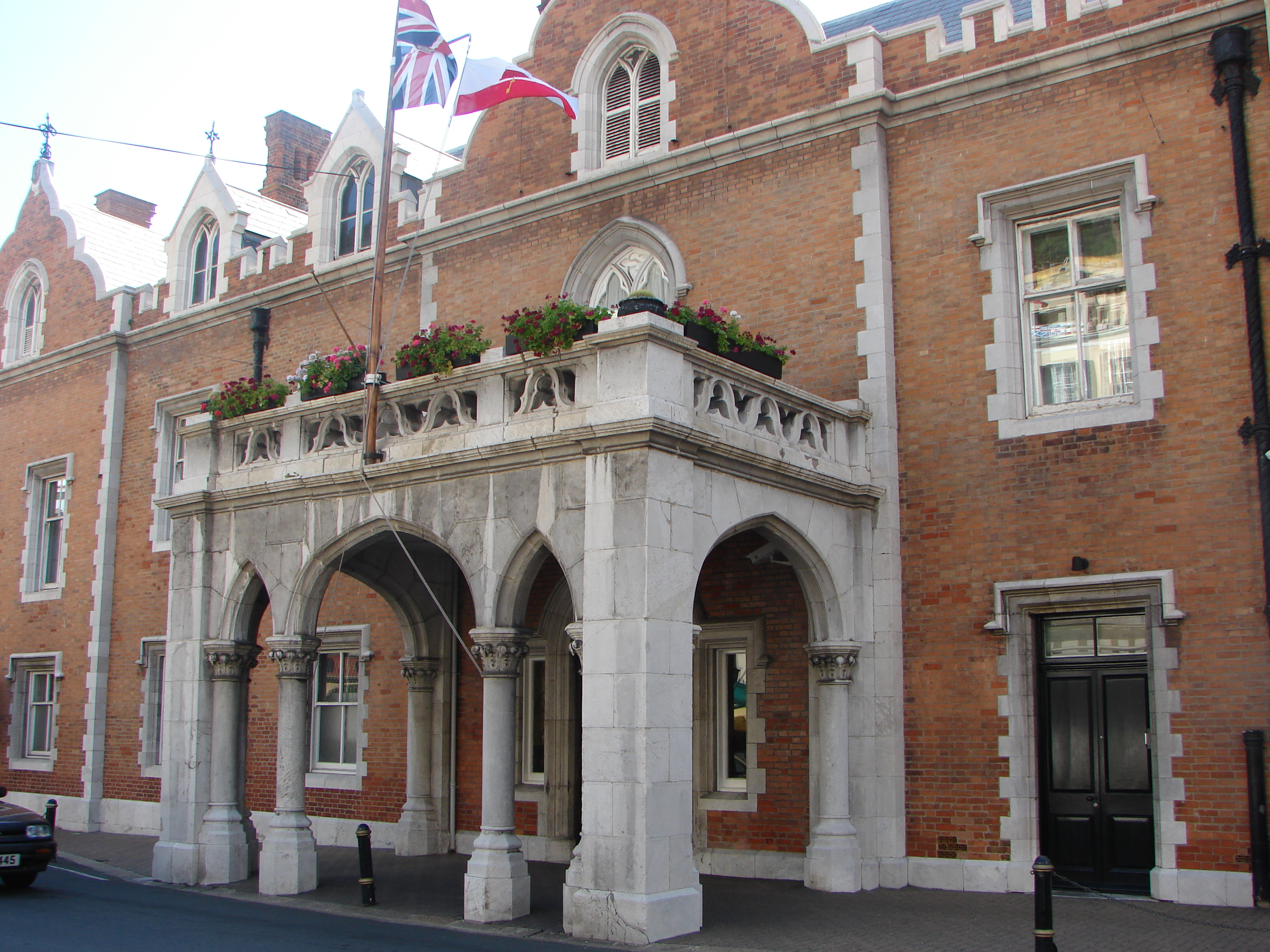
Façade principale de The Convent.

Le Government House agit en tant qu'embassade du Royaume-Uni pour les dépendances de la Couronne, comme Gibraltar. Le Government House à Gibraltar est The Convent (en), qui est la résidence du gouverneur de Gibraltar depuis 1728.

## Consulats honoraires

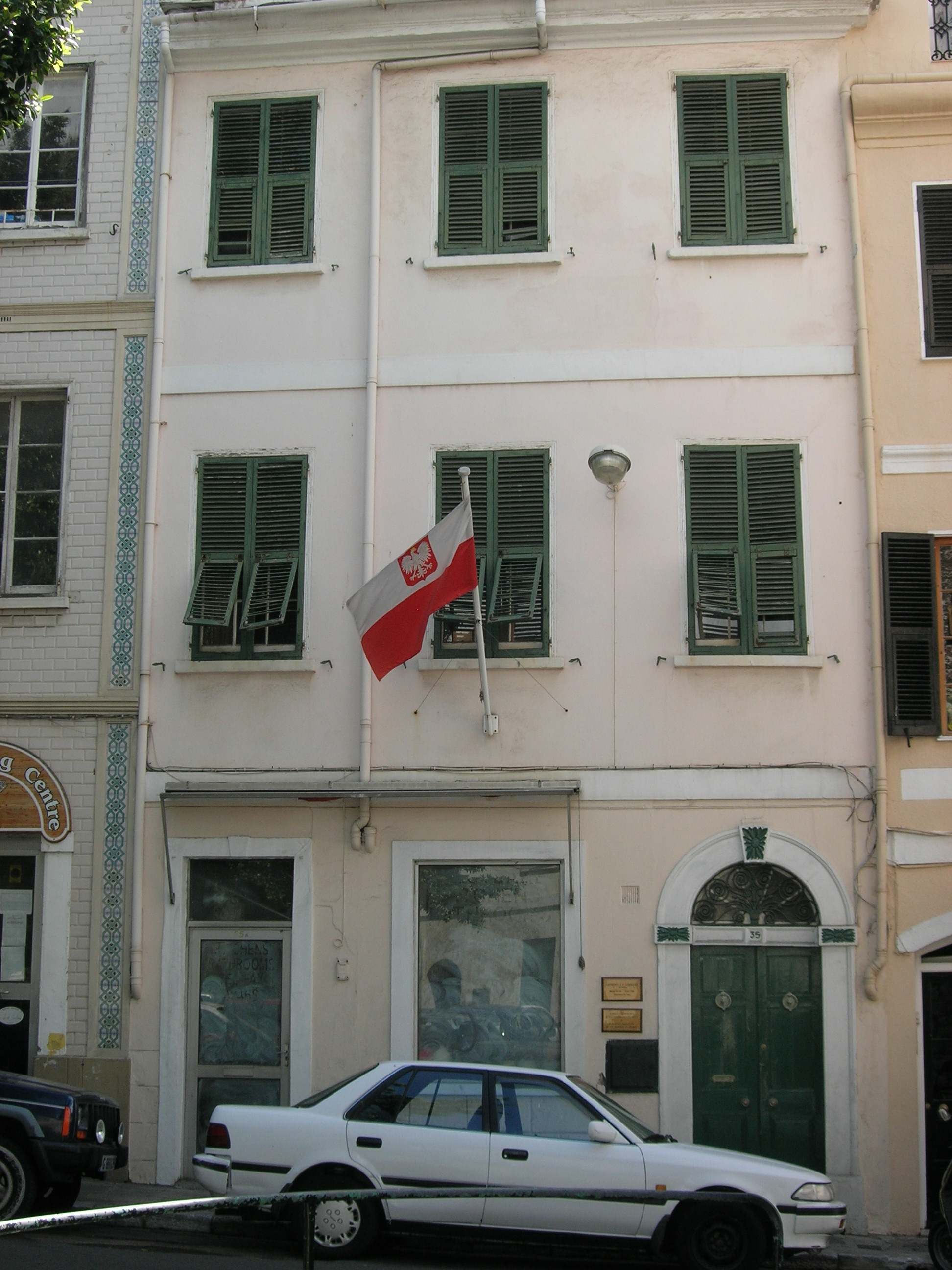
Consulat honoraire de Pologne à Gibraltar.

Résidants à Gibraltar, sauf indication contraire.
| - Belgique - Finlande - France - Géorgie - Islande - Italie - Malte - Norvège - Pays-Bas - Pologne - Suisse - Tchéquie - Thaïlande |

## Consulats généraux
Résidants à Gibraltar, sauf indication contraire.
| - Danemark - Grèce - Israël (Londres) - Suède |